# Лак-де-Трюїт
Лак-де-Трюїт (фр. Lac des Truites) — озеро в муніципалітеті Сульцерен (Верхній Рейн, Франція). Найвисокогірніше з Вогезьких водойм.
Цей маленький ставок розташований на великому льодовиковому цирку, оточеному стрімкими схилами, що досягають 1303 м.н.м.

## Топоніміка
Нинішня назва сталася через помилку в німецькій мові. 
Спочатку водоймище називалося 'lac du Foehrlé' — «озеро, оточене маленькими соснами». 
Слово Foehrlé запозичення з німецької мови, де die Forle — «сосна звичайна». 
Пізніше, назва озера зазнала змін спочатку на Forlen, а потім в die Forellen — «форелі» німецькою. Французькою форель буде des Truites. 
На карті Французького державного інституту географії озеро значиться як Lac des Truites, так і Lac Foehrlé .
Крім того, абати церкви Мурбах використовували водоймище як садок для розведення коропів, тому його часто називали Karpfenweiher — «ставок коропів» 

На місцевому ельзаському діалекті німецької мови став називається Forlenweier, а на місцевому вельшському діалекті французької мови — reïf tou blan.

## Гребля
Роботи зі зведення греблі велися в 1835 — 1837 рр. 
У 1853 р. її зміцнювали від руйнівних впливів річки Фехт .
За типом це насипна гравітаційна гребля, що складається з греблі в землі та захищена кам'яною кладкою та стіною з бетону.
Максимальна висота греблі – 11,3 м. 
Гребінь греблі розташовується на висоті 1061 м н.р.м. 
Товщина греблі – 10 м, довжина – 130 м.